# 赫氏小褐鱈
赫氏小褐鱈，為輻鰭魚綱鱈形目稚鱈科的其中一種，分布於東大西洋茅利塔尼亞到安哥拉海域，深度92-320公尺，為深海魚類，體長可達18公分，棲息在大陸棚底中層水域，生活習性不明。

## 扩展阅读
維基物種上的相關：赫氏小褐鱈